# Rodecker Forst-West
Rodecker Forst-West ist ein Waldgebiet und eine Gemarkung. Sie liegt im Gemeindegebiet von Presseck im Landkreis Kulmbach (Oberfranken, Bayern). Die Gemarkung hat eine Fläche von 2,677 km² und ist in 8 Flurstücke aufgeteilt, die eine durchschnittliche Flurstücksfläche von 334.665,47 m² haben. Benachbarte Gemarkungen sind Löhmar und Meierhof im Westen, Schwarzenstein, Schwarzenbach am Wald im Norden, Rodecker Forst-Ost und Enchenreuth im Osten und Schlackenreuth und Heinersreuth im Süden.